# 阿薩姆-烏爾-哈克·奎雷西
阿薩姆-烏爾-哈克·奎雷西（1980年3月17日—）出生于巴基斯坦拉合尔，是一名巴基斯坦的职业网球选手，现今巴基斯坦排名最高和唯一闯入过大满贯决赛的选手。他的ATP最高单打排名第125（于2007年12月10日），双打排名达到第8位（于2011年6月6日）。
他在2010年美国网球公开赛中获得了男子双打亚军（搭档罗翰·波柏纳）和混合双打亚军（搭档克韋塔·佩什克）。